# Bahlui
Le Bahlui est une rivière à l'est de la Roumanie dans la région de Moldavie. Il est un affluent de la rivière Jijia et un sous-affluent du Prout et du Danube.

## Géographie

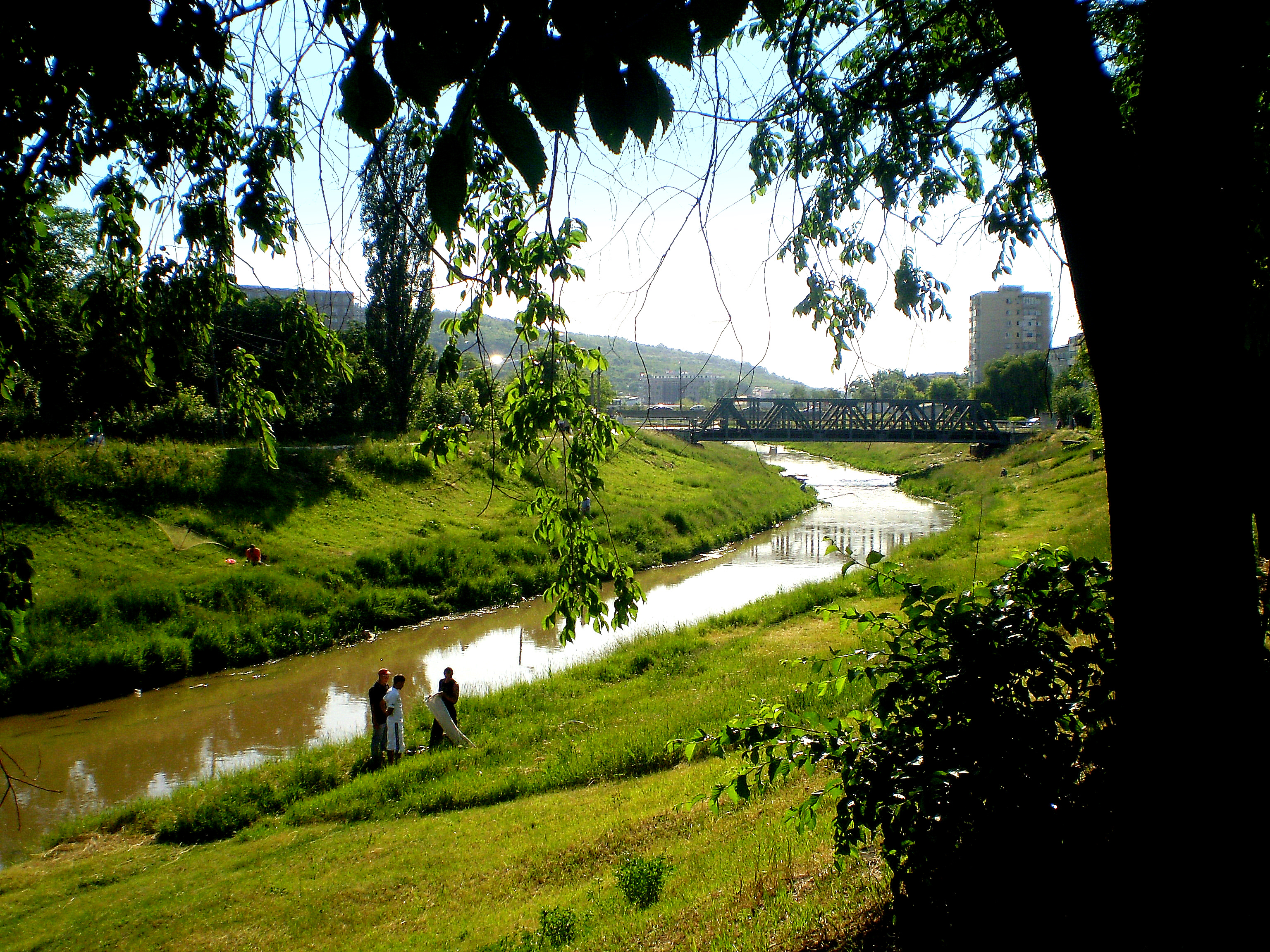
La Bahlui à Iasi.

Le Bahlui est une rivière de la région roumaine de Moldavie, qui a sa source à une altitude de 500 mètres dans le județ de Botoșani à l'est du plateau de Suceava. 
Il traverse la ville de Iași et rencontre la Jijia à Chipereşti dans le județ de Iași.